# 约翰·G·唐尼
约翰·盖特利·唐尼（{{lang-en|John Gately Downey||，1827年6月24日—1894年3月1日），爱尔兰裔美国政治家，民主党人，曾任加利福尼亚州副州长（1860年）和加利福尼亚州州长（1860年-1862年）。
在2003年阿诺德·施瓦辛格当选加利福尼亚州州长之前，唐尼是唯一一个在外国出生的加州州长。
加利福尼亚州城市唐尼即以唐尼的名字命名。